# Tour de Ski 2022/2023
Tour de Ski 2022/2023 – siedemnasta edycja imprezy w biegach narciarskich, która odbyła się w dniach 31 grudnia 2022 - 8 stycznia 2023 na terytorium Szwajcarii, Niemiec i Włoch. Zawody zaliczane były do klasyfikacji generalnej Pucharu Świata. 
Obrońcami tytułów z poprzedniej edycji byli: Norweg Johannes Høsflot Klæbo wśród mężczyzn oraz Rosjanka Natalja Niepriajewa. W tej edycji triumfowali: ponownie Johannes Høsflot Klæbo wśród mężczyzn oraz Frida Karlsson ze Szwecji wśród kobiet.

## Program zawodów
| Dzień      | Miejsce       | Konkurencja                                   | Początek  | Liczba uczestników |
| ---------- | ------------- | --------------------------------------------- | --------- | ------------------ |
| 31 grudnia | Val Müstair   | Sprint kobiet s. dowolnym                     | 14:00 CET | 71                 |
| 31 grudnia | Val Müstair   | Sprint mężczyzn s. dowolnym                   | 14:00 CET | 99                 |
| 1 stycznia | Val Müstair   | 10 km kobiet s. klasycznym (bieg pościgowy)   | 12:00 CET | 68                 |
| 1 stycznia | Val Müstair   | 10 km mężczyzn s. klasycznym (bieg pościgowy) | 13:15 CET | 98                 |
| 3 stycznia | Oberstdorf    | 10 km mężczyzn s. klasycznym                  | 11:15 CET | 78                 |
| 3 stycznia | Oberstdorf    | 10 km kobiet s. klasycznym                    | 14:45 CET | 62                 |
| 4 stycznia | Oberstdorf    | 20 km mężczyzn s. dowolnym (bieg pościgowy)   | 11:15 CET | 74                 |
| 4 stycznia | Oberstdorf    | 20 km kobiet s. dowolnym (bieg pościgowy)     | 14:30 CET | 54                 |
| 6 stycznia | Val di Fiemme | Sprint kobiet s. klasycznym                   | 12:30 CET | 44                 |
| 6 stycznia | Val di Fiemme | Sprint mężczyzn s. klasycznym                 | 12:30 CET | 67                 |
| 7 stycznia | Val di Fiemme | 15 km kobiet s. klasycznym (start masowy)     | 11:45 CET | 37                 |
| 7 stycznia | Val di Fiemme | 15 km mężczyzn s. klasycznym (start masowy)   | 13:30 CET | 58                 |
| 8 stycznia | Val di Fiemme | 10 km kobiet s. dowolnym (start masowy)       | 11:00 CET | 37                 |
| 8 stycznia | Val di Fiemme | 10 km mężczyzn s. dowolnym (start masowy)     | 12:45 CET | 53                 |

## Czołówki zawodów

### Kobiety
| Lp. | Data            | Miejscowość   | Dystans                              | 1. miejsce       | 2. miejsce        | 3. miejsce         |
| --- | --------------- | ------------- | ------------------------------------ | ---------------- | ----------------- | ------------------ |
| 1.  | 31 grudnia 2022 | Val Müstair   | Sprint s. dowolnym                   | Nadine Fähndrich | Maja Dahlqvist    | Lotta Udnes Weng   |
| 2.  | 1 stycznia 2023 | Val Müstair   | 10 km s. klasycznym (bieg pościgowy) | Tiril Udnes Weng | Kerttu Niskanen   | Frida Karlsson     |
| 3.  | 3 stycznia 2023 | Oberstdorf    | 10 km s. klasycznym                  | Frida Karlsson   | Krista Pärmäkoski | Anne Kjersti Kalvå |
| 4.  | 4 stycznia 2023 | Oberstdorf    | 20 km s. dowolnym (bieg pościgowy)   | Frida Karlsson   | Krista Pärmäkoski | Tiril Udnes Weng   |
| 5.  | 6 stycznia 2023 | Val di Fiemme | Sprint s. klasycznym                 | Lotta Udnes Weng | Tiril Udnes Weng  | Mathilde Myhrvold  |
| 6.  | 7 stycznia 2023 | Val di Fiemme | 15 km s. klasycznym (start masowy)   | Katharina Hennig | Frida Karlsson    | Kerttu Niskanen    |
| 7.  | 8 stycznia 2023 | Val di Fiemme | 10 km s. dowolnym (start masowy)     | Delphine Claudel | Heidi Weng        | Sophia Laukli      |

### Mężczyźni
| Lp. | Data            | Miejscowość   | Dystans                              | 1. miejsce             | 2. miejsce             | 3. miejsce             |
| --- | --------------- | ------------- | ------------------------------------ | ---------------------- | ---------------------- | ---------------------- |
| 1.  | 31 grudnia 2022 | Val Müstair   | Sprint s. dowolnym                   | Johannes Høsflot Klæbo | Federico Pellegrino    | Sindre Bjørnestad Skar |
| 2.  | 1 stycznia 2023 | Val Müstair   | 10 km s. klasycznym (bieg pościgowy) | Johannes Høsflot Klæbo | Pål Golberg            | Federico Pellegrino    |
| 3.  | 3 stycznia 2023 | Oberstdorf    | 10 km s. klasycznym                  | Johannes Høsflot Klæbo | Simen Hegstad Krüger   | Didrik Tønseth         |
| 4.  | 4 stycznia 2023 | Oberstdorf    | 20 km s. dowolnym (bieg pościgowy)   | Johannes Høsflot Klæbo | Sindre Bjørnestad Skar | Federico Pellegrino    |
| 5.  | 6 stycznia 2023 | Val di Fiemme | Sprint s. klasycznym                 | Johannes Høsflot Klæbo | Calle Halfvarsson      | Simone Mocellini       |
| 6.  | 7 stycznia 2023 | Val di Fiemme | 15 km s. klasycznym (start masowy)   | Johannes Høsflot Klæbo | Pål Golberg            | Francesco De Fabiani   |
| 7.  | 8 stycznia 2023 | Val di Fiemme | 10 km s. dowolnym (start masowy)     | Simen Hegstad Krüger   | Hans Christer Holund   | Jules Lapierre         |

## Kobiety

### Sprint s. dowolnym
31 grudnia 2022
 Val Müstair, Szwajcaria
| Poz.      | Zawodniczka        | Reprezentacja     | Czas    |
| --------- | ------------------ | ----------------- | ------- |
| 1.        | Nadine Fähndrich   | Szwajcaria        | 3:23,56 |
| 2.        | Maja Dahlqvist     | Szwecja           | +0,47   |
| 3.        | Lotta Udnes Weng   | Norwegia          | +0,62   |
| 4.        | Tiril Udnes Weng   | Norwegia          | +2,35   |
| 5.        | Frida Karlsson     | Szwecja           | +3,39   |
| 6.        | Anne Kjersti Kalvå | Norwegia          | +7,95   |
| Półfinały |                    |                   |         |
| 7.        | Kateřina Janatová  | Czechy            | —       |
| 8.        | Laura Gimmler      | Niemcy            | —       |
| 9.        | Sofie Krehl        | Niemcy            | —       |
| 10.       | Lena Quintin       | Francja           | —       |
| 11.       | Julia Kern         | Stany Zjednoczone | —       |
| 12.       | Kerttu Niskanen    | Finlandia         | —       |
| ...       |                    |                   |         |
| 19.       | Izabela Marcisz    | Polska            | —       |
| 33.       | Monika Skinder     | Polska            | —       |

| Poz. | Zawodniczka      | Reprezentacja | Czas    |
| ---- | ---------------- | ------------- | ------- |
| 1.   | Nadine Fähndrich | Szwajcaria    | 3:23,56 |
| 2.   | Maja Dahlqvist   | Szwecja       | +0,47   |
| 3.   | Lotta Udnes Weng | Norwegia      | +0,62   |
| 4.   | Tiril Udnes Weng | Norwegia      | +2,35   |
| 5.   | Frida Karlsson   | Szwecja       | +3,39   |

| Poz. | Zawodniczka      | Reprezentacja | Punkty |
| ---- | ---------------- | ------------- | ------ |
| 1.   | Nadine Fähndrich | Szwajcaria    | 30     |
| 2.   | Maja Dahlqvist   | Szwecja       | 24     |
| 3.   | Lotta Udnes Weng | Norwegia      | 20     |

### 10 km s. klasycznym (wyścig pościgowy)
1 stycznia 2023
 Val Müstair, Szwajcaria
| Poz. | Zawodniczka        | Reprezentacja     | Czas    |
| ---- | ------------------ | ----------------- | ------- |
| 1.   | Tiril Udnes Weng   | Norwegia          | 28:51,3 |
| 2.   | Kerttu Niskanen    | Finlandia         | +0,3    |
| 3.   | Frida Karlsson     | Szwecja           | +0,6    |
| 4.   | Anne Kjersti Kalvå | Norwegia          | +1,9    |
| 5.   | Lotta Udnes Weng   | Norwegia          | +21,8   |
| 6.   | Katharina Hennig   | Niemcy            | +41,9   |
| 7.   | Rosie Brennan      | Stany Zjednoczone | +44,9   |
| 8.   | Heidi Weng         | Norwegia          | +1:03,3 |
| 9.   | Nadine Fähndrich   | Szwajcaria        | +1:03,5 |
| 10.  | Astrid Øyre Slind  | Norwegia          | +1:03,9 |
| ...  |                    |                   |         |
| 43.  | Izabela Marcisz    | Polska            | +2:34,2 |
| 63.  | Monika Skinder     | Polska            | +5:25,7 |

| Poz. | Zawodniczka        | Reprezentacja | Czas  |
| ---- | ------------------ | ------------- | ----- |
| 1.   | Tiril Udnes Weng   | Norwegia      | 31:13 |
| 2.   | Kerttu Niskanen    | Finlandia     | +0:0  |
| 3.   | Frida Karlsson     | Szwecja       | +0:0  |
| 4.   | Anne Kjersti Kalvå | Norwegia      | +0:2  |
| 5.   | Lotta Udnes Weng   | Norwegia      | +0:22 |

| Poz. | Zawodniczka      | Reprezentacja | Punkty |
| ---- | ---------------- | ------------- | ------ |
| 1.   | Tiril Udnes Weng | Norwegia      | 46     |
| 2.   | Nadine Fähndrich | Szwajcaria    | 34     |
| 3.   | Frida Karlsson   | Szwecja       | 32     |

### 10 km s. klasycznym
3 stycznia 2023
 Oberstdorf, Niemcy
| Poz. | Zawodniczka        | Reprezentacja | Czas    |
| ---- | ------------------ | ------------- | ------- |
| 1.   | Frida Karlsson     | Szwecja       | 24:53,3 |
| 2.   | Krista Pärmäkoski  | Finlandia     | +16,6   |
| 3.   | Anne Kjersti Kalvå | Norwegia      | +18,1   |
| 4.   | Tiril Udnes Weng   | Norwegia      | +20,0   |
| 5.   | Kerttu Niskanen    | Finlandia     | +40,7   |
| 6.   | Katharina Hennig   | Niemcy        | +41,2   |
| 7.   | Teresa Stadlober   | Austria       | +43,4   |
| 8.   | Silje Theodorsen   | Norwegia      | +46,9   |
| 9.   | Eva Urevc          | Słowenia      | +51,5   |
| 10.  | Heidi Weng         | Norwegia      | +55,9   |

| Poz. | Zawodniczka        | Reprezentacja | Czas  |
| ---- | ------------------ | ------------- | ----- |
| 1.   | Frida Karlsson     | Szwecja       | 56:06 |
| 2.   | Tiril Udnes Weng   | Norwegia      | +0:20 |
| 3.   | Anne Kjersti Kalvå | Norwegia      | +0:20 |
| 4.   | Kerttu Niskanen    | Finlandia     | +0:41 |
| 5.   | Katharina Hennig   | Niemcy        | +1:23 |

| Poz. | Zawodniczka      | Reprezentacja | Punkty |
| ---- | ---------------- | ------------- | ------ |
| 1.   | Tiril Udnes Weng | Norwegia      | 46     |
| 2.   | Nadine Fähndrich | Szwajcaria    | 34     |
| 3.   | Frida Karlsson   | Szwecja       | 32     |

### 20 km s. dowolnym
4 stycznia 2023
 Oberstdorf, Niemcy
| Poz. | Zawodniczka        | Reprezentacja     | Czas    |
| ---- | ------------------ | ----------------- | ------- |
| 1.   | Frida Karlsson     | Szwecja           | 48:02,6 |
| 2.   | Krista Pärmäkoski  | Finlandia         | +14,1   |
| 3.   | Tiril Udnes Weng   | Norwegia          | +1:28,0 |
| 4.   | Anne Kjersti Kalvå | Norwegia          | +1:29,3 |
| 5.   | Patrīcija Eiduka   | Łotwa             | +1:46,1 |
| 6.   | Teresa Stadlober   | Austria           | +1:46,2 |
| 7.   | Eva Urevc          | Słowenia          | +1:47,1 |
| 8.   | Jessica Diggins    | Stany Zjednoczone | +1:47,4 |
| 9.   | Katharina Hennig   | Niemcy            | +1:49,1 |
| 10.  | Heidi Weng         | Norwegia          | +1:49,3 |

| Poz. | Zawodniczka        | Reprezentacja | Czas    |
| ---- | ------------------ | ------------- | ------- |
| 1.   | Frida Karlsson     | Szwecja       | 1:44:08 |
| 2.   | Tiril Udnes Weng   | Norwegia      | +1:28   |
| 3.   | Anne Kjersti Kalvå | Norwegia      | +1:31   |
| 4.   | Krista Pärmäkoski  | Finlandia     | +1:41   |
| 5.   | Kerttu Niskanen    | Finlandia     | +1:55   |

| Poz. | Zawodniczka        | Reprezentacja | Punkty |
| ---- | ------------------ | ------------- | ------ |
| 1.   | Frida Karlsson     | Szwecja       | 77     |
| 2.   | Tiril Udnes Weng   | Norwegia      | 71     |
| 3.   | Anne Kjersti Kalvå | Norwegia      | 54     |

### Sprint s. klasycznym
6 stycznia 2023
 Val di Fiemme, Włochy
| Poz.      | Zawodniczka       | Reprezentacja     | Czas    |
| --------- | ----------------- | ----------------- | ------- |
| 1.        | Lotta Udnes Weng  | Norwegia          | 3:06,18 |
| 2.        | Tiril Udnes Weng  | Norwegia          | +0,35   |
| 3.        | Mathilde Myhrvold | Norwegia          | +0,67   |
| 4.        | Katharina Hennig  | Niemcy            | +0,83   |
| 5.        | Krista Pärmäkoski | Finlandia         | +1,29   |
| 6.        | Tereza Beranová   | Czechy            | +2,55   |
| Półfinały |                   |                   |         |
| 7.        | Kerttu Niskanen   | Finlandia         | —       |
| 8.        | Anna Dyvik        | Szwecja           | —       |
| 9.        | Astrid Øyre Slind | Norwegia          | —       |
| 10.       | Rosie Brennan     | Stany Zjednoczone | —       |
| 11.       | Nadine Fähndrich  | Szwajcaria        | —       |
| 12.       | Maja Dahlqvist    | Szwecja           | —       |

| Poz. | Zawodniczka       | Reprezentacja | Czas    |
| ---- | ----------------- | ------------- | ------- |
| 1.   | Frida Karlsson    | Szwecja       | 1:47:04 |
| 2.   | Tiril Udnes Weng  | Norwegia      | +0:41   |
| 3.   | Krista Pärmäkoski | Finlandia     | +1:05   |
| 4.   | Lotta Udnes Weng  | Norwegia      | +1:27   |
| 5.   | Kerttu Niskanen   | Finlandia     | +1:32   |

| Poz. | Zawodniczka      | Reprezentacja | Punkty |
| ---- | ---------------- | ------------- | ------ |
| 1.   | Tiril Udnes Weng | Norwegia      | 95     |
| 2.   | Frida Karlsson   | Szwecja       | 77     |
| 3.   | Lotta Udnes Weng | Norwegia      | 62     |

### 15 km s. klasycznym (start masowy)
7 stycznia 2023
 Val di Fiemme, Włochy
| Poz. | Zawodniczka             | Reprezentacja     | Czas    |
| ---- | ----------------------- | ----------------- | ------- |
| 1.   | Katharina Hennig        | Niemcy            | 44:26,7 |
| 2.   | Frida Karlsson          | Szwecja           | +0,7    |
| 3.   | Kerttu Niskanen         | Finlandia         | +0,8    |
| 4.   | Rosie Brennan           | Stany Zjednoczone | +1,0    |
| 5.   | Teresa Stadlober        | Austria           | +10,9   |
| 6.   | Astrid Øyre Slind       | Norwegia          | +17,3   |
| 7.   | Tiril Udnes Weng        | Norwegia          | +29,2   |
| 8.   | Anne Kyllönen           | Finlandia         | +34,4   |
| 9.   | Heidi Weng              | Norwegia          | +34,7   |
| 10.  | Katherine Stewart-Jones | Kanada            | +36,2   |

| Poz. | Zawodniczka      | Reprezentacja     | Czas    |
| ---- | ---------------- | ----------------- | ------- |
| 1.   | Frida Karlsson   | Szwecja           | 2:13:16 |
| 2.   | Tiril Udnes Weng | Norwegia          | +1:12   |
| 3.   | Kerttu Niskanen  | Finlandia         | +1:37   |
| 4.   | Katharina Hennig | Niemcy            | +2:00   |
| 5.   | Rosie Brennan    | Stany Zjednoczone | +2:28   |

| Poz. | Zawodniczka      | Reprezentacja | Punkty |
| ---- | ---------------- | ------------- | ------ |
| 1.   | Tiril Udnes Weng | Norwegia      | 110    |
| 2.   | Frida Karlsson   | Szwecja       | 85     |
| 3.   | Lotta Udnes Weng | Norwegia      | 68     |

### 10 km s. dowolnym (start masowy)
8 stycznia 2023
 Val di Fiemme, Włochy
| Poz. | Zawodniczka       | Reprezentacja     | Czas    |
| ---- | ----------------- | ----------------- | ------- |
| 1.   | Delphine Claudel  | Francja           | 36:35,4 |
| 2.   | Heidi Weng        | Norwegia          | +20,2   |
| 3.   | Sophia Laukli     | Stany Zjednoczone | +35,7   |
| 4.   | Kerttu Niskanen   | Finlandia         | +36,2   |
| 5.   | Jessica Diggins   | Stany Zjednoczone | +53,5   |
| 6.   | Rosie Brennan     | Stany Zjednoczone | +54,1   |
| 7.   | Teresa Stadlober  | Austria           | +1:05,2 |
| 8.   | Margrethe Bergane | Norwegia          | +1:12,6 |
| 9.   | Eva Urevc         | Słowenia          | +1:14,2 |
| 10.  | Tiril Udnes Weng  | Norwegia          | +1:15,6 |

| Poz. | Zawodniczka      | Reprezentacja | Punkty |
| ---- | ---------------- | ------------- | ------ |
| 1.   | Tiril Udnes Weng | Norwegia      | 130    |
| 2.   | Frida Karlsson   | Szwecja       | 102    |
| 3.   | Lotta Udnes Weng | Norwegia      | 76     |

### Klasyfikacja końcowa Tour de Ski
| Poz. | Zawodniczka       | Reprezentacja     | Czas      |
| ---- | ----------------- | ----------------- | --------- |
| 1.   | Frida Karlsson    | Szwecja           | 3:09:31,4 |
| 2.   | Kerttu Niskanen   | Finlandia         | +33,2     |
| 3.   | Tiril Udnes Weng  | Norwegia          | +47,6     |
| 4.   | Rosie Brennan     | Stany Zjednoczone | +1:42,1   |
| 5.   | Katharina Hennig  | Niemcy            | +2:13,0   |
| 6.   | Heidi Weng        | Norwegia          | +2:27,2   |
| 7.   | Astrid Øyre Slind | Norwegia          | +2:52,1   |
| 8.   | Lotta Udnes Weng  | Norwegia          | +3:05,8   |
| 9.   | Teresa Stadlober  | Austria           | +3:16,2   |
| 10.  | Delphine Claudel  | Francja           | +4:17,0   |

## Mężczyźni

### Sprint s. dowolnym
31 grudnia 2022
 Val Müstair, Szwajcaria
| Poz.      | Zawodnik               | Reprezentacja | Czas    |
| --------- | ---------------------- | ------------- | ------- |
| 1.        | Johannes Høsflot Klæbo | Norwegia      | 2:54,05 |
| 2.        | Federico Pellegrino    | Włochy        | +0,18   |
| 3.        | Sindre Bjørnestad Skar | Norwegia      | +2,19   |
| 4.        | Michal Novák           | Czechy        | +3,39   |
| 5.        | Richard Jouve          | Francja       | +3,41   |
| 6.        | Lucas Chanavat         | Francja       | +28,66  |
| Półfinały |                        |               |         |
| 7.        | Janik Riebli           | Szwajcaria    | —       |
| 8.        | Pål Golberg            | Norwegia      | —       |
| 9.        | Valerio Grond          | Szwajcaria    | —       |
| 10.       | Renaud Jay             | Francja       | —       |
| 11.       | Anton Persson          | Szwecja       | —       |
| 12.       | Johan Häggström        | Szwecja       | —       |
| ...       |                        |               |         |
| 20.       | Dominik Bury           | Polska        | —       |
| 36.       | Kamil Bury             | Polska        | —       |
| 40.       | Maciej Staręga         | Polska        | —       |

| Poz. | Zawodnik               | Reprezentacja | Czas    |
| ---- | ---------------------- | ------------- | ------- |
| 1.   | Johannes Høsflot Klæbo | Norwegia      | 2:54,05 |
| 2.   | Federico Pellegrino    | Włochy        | +0,18   |
| 3.   | Sindre Bjørnestad Skar | Norwegia      | +2,19   |
| 4.   | Michal Novák           | Czechy        | +3,39   |
| 5.   | Richard Jouve          | Francja       | +3,41   |

| Poz. | Zawodnik               | Reprezentacja | Punkty |
| ---- | ---------------------- | ------------- | ------ |
| 1.   | Johannes Høsflot Klæbo | Norwegia      | 30     |
| 2.   | Federico Pellegrino    | Włochy        | 24     |
| 3.   | Sindre Bjørnestad Skar | Norwegia      | 20     |

### 10 km s. klasycznym (wyścig pościgowy)
1 stycznia 2023
 Val Müstair, Szwajcaria
| Poz. | Zawodnik                | Reprezentacja | Czas    |
| ---- | ----------------------- | ------------- | ------- |
| 1.   | Johannes Høsflot Klæbo  | Norwegia      | 25:55,0 |
| 2.   | Pål Golberg             | Norwegia      | +10,2   |
| 3.   | Federico Pellegrino     | Włochy        | +10,2   |
| 4.   | Simen Hegstad Krüger    | Norwegia      | +28,0   |
| 5.   | Sindre Bjørnestad Skar  | Norwegia      | +29,6   |
| 6.   | Martin Løwstrøm Nyenget | Norwegia      | +33,4   |
| 7.   | William Poromaa         | Szwecja       | +33,8   |
| 8.   | Michal Novák            | Czechy        | +34,1   |
| 9.   | Hans Christer Holund    | Norwegia      | +34,7   |
| 10.  | Didrik Tønseth          | Norwegia      | +35,2   |
| ...  |                         |               |         |
| 22.  | Dominik Bury            | Polska        | +1:25,0 |
| 86.  | Kamil Bury              | Polska        | +3:22,1 |
| 94.  | Maciej Staręga          | Polska        | +5:12,7 |

| Poz. | Zawodnik               | Reprezentacja | Czas  |
| ---- | ---------------------- | ------------- | ----- |
| 1.   | Johannes Høsflot Klæbo | Norwegia      | 27:49 |
| 2.   | Federico Pellegrino    | Włochy        | +0:10 |
| 3.   | Pål Golberg            | Norwegia      | +0:10 |
| 4.   | Simen Hegstad Krüger   | Norwegia      | +0:28 |
| 5.   | Sindre Bjørnestad Skar | Norwegia      | +0:29 |

| Poz. | Zawodnik               | Reprezentacja | Punkty |
| ---- | ---------------------- | ------------- | ------ |
| 1.   | Johannes Høsflot Klæbo | Norwegia      | 60     |
| 2.   | Federico Pellegrino    | Włochy        | 44     |
| 3.   | Sindre Bjørnestad Skar | Norwegia      | 32     |

### 10 km s. klasycznym
3 stycznia 2023
 Oberstdorf, Niemcy
| Poz. | Zawodnik               | Reprezentacja     | Czas    |
| ---- | ---------------------- | ----------------- | ------- |
| 1.   | Johannes Høsflot Klæbo | Norwegia          | 21:38,5 |
| 2.   | Simen Hegstad Krüger   | Norwegia          | +12,4   |
| 3.   | Didrik Tønseth         | Norwegia          | +22,4   |
| 4.   | Calle Halfvarsson      | Szwecja           | +24,9   |
| 5.   | Pål Golberg            | Norwegia          | +26,9   |
| 6.   | Ben Ogden              | Stany Zjednoczone | +30,0   |
| 7.   | Andrew Musgrave        | Wielka Brytania   | +38,9   |
| 8.   | Håvard Moseby          | Norwegia          | +42,6   |
| 9.   | Francesco De Fabiani   | Włochy            | +42,8   |
| 10.  | Hans Christer Holund   | Norwegia          | +43,2   |
| ...  |                        |                   |         |
| 50.  | Dominik Bury           | Polska            | +1:46,9 |
| 61.  | Kamil Bury             | Polska            | +2:13,7 |

| Poz. | Zawodnik               | Reprezentacja | Czas  |
| ---- | ---------------------- | ------------- | ----- |
| 1.   | Johannes Høsflot Klæbo | Norwegia      | 49:27 |
| 2.   | Pål Golberg            | Norwegia      | +0:37 |
| 3.   | Simen Hegstad Krüger   | Norwegia      | +0:40 |
| 4.   | Didrik Tønseth         | Norwegia      | +0:57 |
| 5.   | Calle Halfvarsson      | Szwecja       | +1:11 |

| Poz. | Zawodnik               | Reprezentacja | Punkty |
| ---- | ---------------------- | ------------- | ------ |
| 1.   | Johannes Høsflot Klæbo | Norwegia      | 68     |
| 2.   | Federico Pellegrino    | Włochy        | 44     |
| 3.   | Pål Golberg            | Norwegia      | 38     |

### 20 km s. dowolnym
4 stycznia 2023
 Oberstdorf, Niemcy
| Poz. | Zawodnik               | Reprezentacja | Czas    |
| ---- | ---------------------- | ------------- | ------- |
| 1.   | Johannes Høsflot Klæbo | Norwegia      | 41:35,8 |
| 2.   | Sindre Bjørnestad Skar | Norwegia      | +1,8    |
| 3.   | Federico Pellegrino    | Włochy        | +2,1    |
| 4.   | Calle Halfvarsson      | Szwecja       | +2,9    |
| 5.   | Sjur Røthe             | Norwegia      | +3,4    |
| 6.   | Pål Golberg            | Norwegia      | +3,5    |
| 7.   | William Poromaa        | Szwecja       | +4,0    |
| 8.   | Simen Hegstad Krüger   | Norwegia      | +4,0    |
| 9.   | Didrik Tønseth         | Norwegia      | +4,3    |
| 10.  | Emil Iversen           | Norwegia      | +4,5    |
| ...  |                        |               |         |
| 40.  | Dominik Bury           | Polska        | +1:47,5 |
| 57.  | Kamil Bury             | Polska        | +2:42,3 |

| Poz. | Zawodnik               | Reprezentacja | Czas    |
| ---- | ---------------------- | ------------- | ------- |
| 1.   | Johannes Høsflot Klæbo | Norwegia      | 1:31:02 |
| 2.   | Federico Pellegrino    | Włochy        | +0:12   |
| 3.   | Pål Golberg            | Norwegia      | +0:14   |
| 4.   | Sindre Bjørnestad Skar | Norwegia      | +0:32   |
| 5.   | Simen Hegstad Krüger   | Norwegia      | +0:32   |

| Poz. | Zawodnik               | Reprezentacja | Punkty |
| ---- | ---------------------- | ------------- | ------ |
| 1.   | Johannes Høsflot Klæbo | Norwegia      | 98     |
| 2.   | Federico Pellegrino    | Włochy        | 64     |
| 3.   | Sindre Bjørnestad Skar | Norwegia      | 59     |

### Sprint s. klasycznym
6 stycznia 2023
 Val di Fiemme, Włochy
| Poz.      | Zawodnik               | Reprezentacja     | Czas    |
| --------- | ---------------------- | ----------------- | ------- |
| 1.        | Johannes Høsflot Klæbo | Norwegia          | 2:43,85 |
| 2.        | Calle Halfvarsson      | Szwecja           | +0,26   |
| 3.        | Simone Mocellini       | Włochy            | +0,94   |
| 4.        | Lucas Chanavat         | Francja           | +1,23   |
| 5.        | Johan Häggström        | Szwecja           | +1,41   |
| 6.        | Antoine Cyr            | Kanada            | +2,99   |
| Półfinały |                        |                   |         |
| 7.        | James Schoonmaker      | Stany Zjednoczone | —       |
| 8.        | Renaud Jay             | Francja           | —       |
| 9.        | Ben Ogden              | Stany Zjednoczone | —       |
| 10.       | Emil Iversen           | Norwegia          | —       |
| 11.       | Michal Novák           | Czechy            | —       |
| 12.       | Sindre Bjørnestad Skar | Norwegia          | —       |
| ...       |                        |                   |         |
| 51.       | Dominik Bury           | Polska            | —       |
| 66.       | Kamil Bury             | Polska            | —       |

| Poz. | Zawodnik               | Reprezentacja | Czas    |
| ---- | ---------------------- | ------------- | ------- |
| 1.   | Johannes Høsflot Klæbo | Norwegia      | 1:32:39 |
| 2.   | Calle Halfvarsson      | Szwecja       | +0:58   |
| 3.   | Federico Pellegrino    | Włochy        | +1:08   |
| 4.   | Pål Golberg            | Norwegia      | +1:09   |
| 5.   | Sindre Bjørnestad Skar | Norwegia      | +1:19   |

| Poz. | Zawodnik               | Reprezentacja | Punkty |
| ---- | ---------------------- | ------------- | ------ |
| 1.   | Johannes Høsflot Klæbo | Norwegia      | 128    |
| 2.   | Federico Pellegrino    | Włochy        | 64     |
| 3.   | Sindre Bjørnestad Skar | Norwegia      | 59     |

### 15 km s. klasycznym (start masowy)
7 stycznia 2023
 Val di Fiemme, Włochy
| Poz. | Zawodnik               | Reprezentacja | Czas    |
| ---- | ---------------------- | ------------- | ------- |
| 1.   | Johannes Høsflot Klæbo | Norwegia      | 39:59,2 |
| 2.   | Pål Golberg            | Norwegia      | +0,4    |
| 3.   | Francesco De Fabiani   | Włochy        | +1,2    |
| 4.   | Antoine Cyr            | Kanada        | +1,3    |
| 5.   | Calle Halfvarsson      | Szwecja       | +1,6    |
| 6.   | William Poromaa        | Szwecja       | +1,9    |
| 7.   | Simen Hegstad Krüger   | Norwegia      | +2,1    |
| 8.   | Didrik Tønseth         | Norwegia      | +3,1    |
| 9.   | Hans Christer Holund   | Norwegia      | +3,6    |
| 10.  | Federico Pellegrino    | Włochy        | +4,7    |
| ...  |                        |               |         |
| 20.  | Dominik Bury           | Polska        | +17,7   |
| 51.  | Kamil Bury             | Polska        | +2:49,8 |

| Poz. | Zawodnik               | Reprezentacja | Czas    |
| ---- | ---------------------- | ------------- | ------- |
| 1.   | Johannes Høsflot Klæbo | Norwegia      | 2:12:23 |
| 2.   | Calle Halfvarsson      | Szwecja       | +1:02   |
| 3.   | Pål Golberg            | Norwegia      | +1:14   |
| 4.   | Federico Pellegrino    | Włochy        | +1:17   |
| 5.   | Simen Hegstad Krüger   | Norwegia      | +1:45   |

| Poz. | Zawodnik               | Reprezentacja | Punkty |
| ---- | ---------------------- | ------------- | ------ |
| 1.   | Johannes Høsflot Klæbo | Norwegia      | 143    |
| 2.   | Federico Pellegrino    | Włochy        | 69     |
| 3.   | Sindre Bjørnestad Skar | Norwegia      | 69     |

### 10 km s. dowolnym (start masowy)
8 stycznia 2023
 Val di Fiemme, Włochy
| Poz. | Zawodnik                | Reprezentacja | Czas    |
| ---- | ----------------------- | ------------- | ------- |
| 1.   | Simen Hegstad Krüger    | Norwegia      | 31:20,4 |
| 2.   | Hans Christer Holund    | Norwegia      | +4,8    |
| 3.   | Jules Lapierre          | Francja       | +25,0   |
| 4.   | Sjur Røthe              | Norwegia      | +27,4   |
| 5.   | Friedrich Moch          | Niemcy        | +38,9   |
| 6.   | Johannes Høsflot Klæbo  | Norwegia      | +45,5   |
| 7.   | Hugo Lapalus            | Francja       | +56,4   |
| 8.   | Federico Pellegrino     | Włochy        | +1:02,9 |
| 9.   | Irineu Esteve Altimiras | Andora        | +1:04,1 |
| 10.  | Clément Parisse         | Francja       | +1:08,2 |
| 11.  | Dominik Bury            | Polska        | +1:11,7 |
| ...  |                         |               |         |
| 46.  | Kamil Bury              | Polska        | +3:21,8 |

| Poz. | Zawodnik               | Reprezentacja | Punkty |
| ---- | ---------------------- | ------------- | ------ |
| 1.   | Johannes Høsflot Klæbo | Norwegia      | 159    |
| 2.   | Sindre Bjørnestad Skar | Norwegia      | 84     |
| 3.   | Calle Halfvarsson      | Szwecja       | 84     |

### Klasyfikacja końcowa Tour de Ski
| Poz. | Zawodnik               | Reprezentacja | Czas      |
| ---- | ---------------------- | ------------- | --------- |
| 1.   | Johannes Høsflot Klæbo | Norwegia      | 2:44:28,9 |
| 2.   | Simen Hegstad Krüger   | Norwegia      | +59,5     |
| 3.   | Hans Christer Holund   | Norwegia      | +1:21,3   |
| 4.   | Federico Pellegrino    | Włochy        | +1:44,4   |
| 5.   | Pål Golberg            | Norwegia      | +2:05,3   |
| 6.   | Calle Halfvarsson      | Szwecja       | +2:09,2   |
| 7.   | Sjur Røthe             | Norwegia      | +2:09,9   |
| 8.   | Friedrich Moch         | Niemcy        | +2:26,4   |
| 9.   | Didrik Tønseth         | Norwegia      | +2:43,0   |
| 10.  | Jules Lapierre         | Francja       | +2:48,5   |
| ...  |                        |               |           |
| 23.  | Dominik Bury           | Polska        | +5:27,2   |
| 49.  | Kamil Bury             | Polska        | +13:21,3  |